# Breaking All the Rules (Peter Frampton)
Breaking All the Rules è il settimo album in studio del musicista britannico Peter Frampton, pubblicato nel 1981.

## Tracce
Tutti i brani sono di Peter Frampton, eccetto dove indicato.
1. Dig What I Say - 4:09
2. I Don't Wanna Let You Go - 4:18
3. Rise Up (Alessi Brothers) - 3:46
4. Wasting the Night Away - 4:08
5. Going to L.A. - 5:54
6. You Kill Me - 4:12
7. Friday on My Mind (George Young, Harry Vanda) - 4:15
8. Lost a Part of You - 3:39
9. Breaking All the Rules (Frampton, Keith Reid) - 7:05